# جاك بيرنهام
جاك بيرنهام (بالإنجليزية: Jack Burnham)‏ هو صحفي ومؤرخ أمريكي، ولد في 13 نوفمبر 1931 في نيويورك في الولايات المتحدة.

## وصلات خارجية
- جاك بيرنهام على موقع ديسكوغز (الإنجليزية)